# Château de Chmémis
Le château de Chmémis (arabe: قلعة شميميس Qalaat Chmémiss) se trouve à 5 km au nord-ouest de la ville de Salamyeh en Syrie, sur une montagne isolée qui fait partie de la chaine montagneuse d’al-Ola.    La première construction remonte à l’époque de la famille des princes Chmémisgram qui régnait sur la ville de Homs à la fin de la période hellénistique et au début de la période romaine. Cette forteresse a survécu jusqu'à ce que les Perses l’aient détruite et brûlée à l'instar de toutes les fortifications au Proche-Orient qu'ils prirent. Le château a été reconstruit par l’Ayyoubide Cherkouh. La date de cette reconstruction a été fixée par Abou Fida en 626e (1228), tandis que Muhammad Kurd Ali dans son livre Les Plans d’al-Cham la fixe en 627e (1229). Mais tous les deux se sont accordés à ce que la nouvelle construction soit effectuée par l’Ayyoubide Cherkouh, dirigeant de Homs.
Ce château a été construit sur une couche basaltique couvrant un sommet conique de la montagne. Ce sommet est entouré d’un fossé de 15 m de profondeur, et fournit un puits très profond permettant de répondre aux besoins du château en eau, et un autre puits pour les fournitures. Les parois du dernier puits ont été couvertes d’une couche de chaux et de boue. Le château accueillait le palais royal ainsi que des soubassements destinés à loger des soldats. L'importance du château est due à sa localisation qui permet d'observer une surface circulaire de plus de 50 km de diamètre.